# Tony Rey Bruno
Tony Rey Bruno (Newark, 3 settembre 1960) è un chitarrista e produttore discografico statunitense, che ha collaborato con Danger Danger, Saraya, Billy Joel, Joe Lynn Turner, Janet Jackson, Enrique Iglesias, Joan Jett & the Black Hearts, Taylor Dayne, Anastacia e Rihanna.

## Carriera
Ha esordito come chitarrista nei Danger Danger, prima di lasciare il posto a Andy Timmons durante le registrazioni del debutto Danger Danger. Anche se viene accreditato come musicista esterno nei crediti dell'album, Tony Rey era comunque ancora un membro ufficiale della band nel momento in registrò le sue parti di chitarra.
In seguito è diventato il chitarrista dei Saraya, con cui ha registrato due album in studio prima dello scioglimento del gruppo avvenuto nel 1992.
A partire dal 1999, collabora saltuariamente con il cantante spagnolo Enrique Iglesias nel ruolo di chitarrista e produttore artistico.

## Discografia
- Saraya - Saraya (1989)
- Danger Danger - Danger Danger (1989)
- Fiona - Heart Like a Gun (1989)
- Saraya - When the Blackbird Sings (1991)
- Joan Jett & the Black Hearts - Pure and Simple (1994)
- Joe Lynn Turner - Under Cover
- Taylor Dayne - Naked Without You (1997)
- Danger Danger - Four the Hard Way (1998)
- Joe Lynn Turner - Hurry Up & Wait (1998)
- Joe Lynn Turner - Under Cover, Vol. 2 (1999)
- Danger Danger - The Return of the Great Gildersleeves (2000)
- Enrique Iglesias - 7 (2003)
- Janet Jackson - Damita Jo (2004)